# (21727) Rhines
(21727) Rhines (1999 RY135) – planetoida z pasa głównego asteroid okrążająca Słońce w ciągu 3,55 lat w średniej odległości 2,33 j.a. Odkryta 9 września 1999 roku.